# Sean O’Casey
Seán O’Casey (Dublin, 30. ožujka 1880. – Troquay, 18. rujna 1964.), irski književnik.

## Životopis
Od rane mladosti je obavljao različite poslove (radnik na željeznici, u rudniku i luci). Sudionik je irskoga narodnog pokreta i član Gaelskog saveza (tajnik irske revolucionarne vojske, sudionik u Uskrsnom ustanku 1916.). Od 1926. godine živio je u Engleskoj. Po posebnom nazoru i djelatnosti bio je demokrat, socijalist, komunist, član uredništva lista The Daily Worker, a angažirao se i u radničkom pokretu. Kao samouk svladao je golemu lektiru, od engleske klasike do suvremenih autora. Javio se dramama, koje u početku nisu nailazile ni na kakvo razumijevanje i koje su ostale gotovo isključivo oblik njegova stvaralaštva, donijevši mu slavu jednog od najvećih irskih dramtičara, uz G.B. Shawa, J. M. Syngea i S. Becketta. Slobodne po svojoj strukturi, često bez izričitie svrhovitosti, njegove komedije se odlikuju plastičnim govorom i izvornom duhovitošću. U početku se njegova djela oslanjaju pretežno na gradivo iz neposredne stvarnosti, dok kasnije prevladavaju simbolistički i apstraktni elementi, za širi krug gledatelja do tog stupnja neprivlačni da se autor našao u položaju "kazališnog pisca bez kazališta". Smioni eksperimentalist i dramatičar O'Casey je još uvijek nedovoljno shvaćen i ocijenjen majstor suvremene teatarske scene. 